# Saison 10 de PJ
Chronologie
Saison 9 de PJ Saison 11 de PJ
Cet article présente le guide des épisodes de la saison 10 de la série télévisée PJ (2006).

## Épisode 1:Parole malheureuse
- Numéro : 98 (10.01)
- Scénaristes : Corinne Elizondo et Murielle Magellan, co-scénariste Jean-Pierre Missou
- Réalisation : Claire de La Rochefoucauld
- Première diffusion : 
  -  France : 24 février 2006 sur France 2
- Invités : Donatienne Dupont : Cora, Alain Guillo : Germain Goron, Grégoire Bonnet : François Kaplan, Clara Pirali : Isabelle Desplies, Simon Delétang : Julien Aubert, Camille Cottin : Annabelle, Clara Pirali : Isabelle Desplies, Stéphane Soo Mongo : Bruno Rosso, José Ribera : José, Marie-Amélie Aubert : Marie-Amélie, Luc Fouliard : Luc, Anne Barrandon : Anne, Sofiane Amokrane : Sofiane, Hassan Koubba : Hassan
- Résumé : Germain Goron, concierge dans un collège, est retrouvé blessé à la suite d'un violent passage à tabac. Bernard Léonetti et Rayann Bakir mènent l'enquête. Interrogé sur l'identité de son agresseur, Goron évoque le nom de Denis Guibet, un élève du collège. Mais la police découvre que la moto appartient à Julien Aubert, un jeune motard sur le point de se marier. D'autre part, la femme de Léonetti, Cora, est agressée par Bruno Rosso, un proxénète. Chloé, en planque devant sa caravane, met l'agresseur en fuite et découvre un gros paquet d'argent en possession de Cora. Elle déclare devoir remettre cet argent à Rosso. Chloé doit expliquer à Meurteaux sa présence sur les lieux : elle soupçonne Cora d'avoir replongé dans la prostitution. Rosso interpellé accuse Cora de vouloir investir dans le proxénétisme...

## Épisode 2:Vol à la une
- Numéro : 99 (10.02)
- Scénariste : Gilles-Yves Caro
- Réalisation : Christophe Barbier
- Première diffusion : 
  -  France : 3 mars 2006 sur France 2
- Invités : Pierre Diot : Emmanuel Clément, Serge Faliu : Frédéric Boulay, Emilie Gavois-Kahn : lieutenant de la BEFTI, Sylvain Lemarié : Pierre Dugard, Corinne Masiero : Éliane Contini, Valérie Stroh : Madame Boulay, Azize Kabouche : Omar, Ahcen Titi : Sami, Pierre Kalafate : le livreur, Luc Fouliard : Luc, Marie-Amélie Aubert : Marie-Amélie, Anne Barrandon : Anne, Sofiane Amokrane : Sofiane, Hassan Koubba : Hassan
- Résumé : Toute la P.J. Saint-Martin est mobilisée pour une affaire de vols de journaux déposés la nuit auprès des kiosques de Paris. En planque devant l'un de ces kiosques, Agathe et Bernard repèrent un véhicule dont le chauffeur dérobe une pile de journaux. Le véhicule appartient à Christian Legrand, un ex-taulard qui a fait dix ans de prison pour enlèvement. De leur côté, Nadine et Vincent enquêtent sur une affaire d'exhibitionnisme devant une école primaire. Magalie, une petite fille de 10 ans, accuse en effet Emmanuel Clément, venu accompagner sa belle-fille qui est une camarade de Magalie, d'avoir exhibé devant elle ses organes génitaux. Il s'avère que les deux gamines nées le même jour s'entendent comme chien et chat.

## Épisode 3:Insécurité
- Numéro : 100 (10.03)
- Scénaristes : Jeffrey Frohner et Laurent Salgues, co-scénariste Jean-Pierre Missou
- Réalisation : Claire de La Rochefoucauld
- Première diffusion : 
  -  France : 10 mars 2006 sur France 2
- Invités : Gérald Maillet : Louba Serrero, Sophie de La Rochefoucauld : Laura Bratsos, Jérémie Covillault : Bruno Montel, Pierre Richards : Marco Vivier, Georgia Yves : Mireille Pradier, Christiane Conil : Philippine Barjemone, Pierre-Stéfan Montagnier : Étienne Varadier, Christian François : Jacques Pradier, Barthélémy Goutet : Médecin 2819, Luc Fouliard : Luc, José Ribera : José, Anne Barrandon : Anne, Marie-Amélie Aubert : Marie-Amélie, Sofiane Amokrane : Sofiane, Hassan Koubba : Hassan
- Résumé : Louba Serrero, un PDG original qui fréquente les clochards, se plaint auprès d'Agathe et de Nadine d'avoir été enlevé et menacé. Alors qu'il passait la soirée avec deux clochards, Max et Philippine, vivant sur le port de plaisance Saint-Martin, tous trois se seraient fait enlever par des plaisanciers cagoulés, puis abandonner le long du canal de l'Ourcq. Max est bientôt retrouvé mort dans le canal. D'autre part, l'appartement de Jacques Pradier, partenaire de Meurteaux à la pétanque, a été cambriolé et tous les poissons de son aquarium sont morts. Meurteaux, Bernard et Chloé prennent l'affaire en main. Bernard s'inquiète de l'odeur qui règne sur les lieux et découvre bientôt qu'un des intrus a fait sa crotte dans un placard. Enfin, Nadine a posé nue dans le commissariat et la photo de ses seins tatoués se retrouve sur Internet au grand dam de Meurteaux.

## Épisode 4:Mamans
- Numéro : 101 (10.04)
- Scénaristes : Fabienne Facco et Armelle Robert
- Réalisation : Christophe Barbier
- Première diffusion : 
  -  France : 17 mars 2006 sur France 2
- Invités : Corinne Masiero : Éliane Contini, Victor Gauthier-Martin : Hervé Gardinier, Florence Janas : Marie Gardinier, Nadine Marcovici : Valérie Brousse, Philippe Rossignol : Docteur Montespan, Eric Do : le chef pompier, Bernard Fructus : le réparateur, Ali Yaya : le passant, Luc Fouliard : Luc, Anne Barrandon : Anne, Marie-Amélie Aubert : Marie-Amélie, Sofiane Amokrane : Sofiane, Hassan Koubba : Hassan
- Résumé : Marie Gardinier a subi un avortement au-delà du délai légal. Étendue dans la rue, elle baigne dans son sang. Son carnet de rendez-vous mentionne l'adresse de sa sage-femme. Nadine et Agathe mènent l'enquête. Éliane Contini en larmes, dont le fils est incarcéré pour douze ans à la suite d'un braquage, appelle Vincent. Pris de pitié, il décide d'aller lui remonter le moral... et se retrouve bientôt blessé et séquestré. À la P.J. Saint-Martin, on s'inquiète de sa disparition, surtout Agathe qui découvre en plus qu'elle est enceinte.

## Épisode 5:Viscéral
- Numéro : 102 (10.05)
- Scénariste : Jean-Luc Nivaggioni
- Réalisation : Gérard Vergez
- Première diffusion : 
  -  France : 24 mars 2006 sur France 2
- Invités : Matthieu Boujenah : William Contini, Cris Campion : Jean-Marie Vergnes, Gilles Masson : Jérôme Leguen, Xavier Rothmann : Arnaud Leguen, Virginia Anderson : Manuela Banet, Jean Rieffel : Docteur Ceccati, Fabrice Lotou : Rémi Bourgouin, Sambou Tati : ami de Chloé, Jana Tesarova : la sœur, Jacques Martial : François Mast, Marina Tomé : Sarah Vignal, Jeanne Antebi : la présentatrice, José Ribera : José, Luc Fouliard : Luc, Anne Barrandon : Anne, Marie-Amélie Aubert : Marie-Amélie, Sofiane Amokrane : Sofiane, Hassan Koubba : Hassan
- Résumé :  La brigade criminelle se charge désormais de la disparition de Vincent. Bernard retrouve son téléphone portable dans le sac de la mère du gangster William Contini. Rayann décide d'interroger son fils à la Santé. Celui-ci déclare que sa mère a enfermé Vincent et que la police ne le retrouvera pas vivant. D'autre part, Jean-Marie Vergnes, un homosexuel vivant en couple, est agressé au cutter dans l'ascenseur de son HLM par Arnaud Leguen, 18 ans. Or le jeune Leguen était aidé au lycée par sa victime et avait fait des progrès grâce à lui. L'enquête montre que Leguen épiait systématiquement Vergnes. De plus Agathe et Rayann enquêtent sur un vol à l'hôpital. La voleuse, souffrant d'une appendicite, est entrée aux urgences sous un faux nom et a emporté le sac d'une patiente avant de disparaître. Or, son état de santé est très inquiétant.

## Épisode 6:Stress
- Numéro : 103 (10.06)
- Scénariste : Jean-Baptiste Delafon
- Réalisation : Gérard Vergez
- Première diffusion : 
  -  France : 31 mars 2006 sur France 2
- Invités : Lionnel Astier : Lombard, Pierre Aussedat : Fabertin, Gabrielle Forest : Françoise Toussaint, Blandine Vincent : Sandrine Guterman, Fiona Mauduy : Ninon, Yves Verhoeven : Docteur Forni, Virginie Vives : Caroline, Ladi Bidinga : Mado, Lomani Mondoga : Idris, José Ribera : José, Luc Fouliard : Luc, Marie-Amélie Aubert : Marie-Amélie, Anne Barrandon : Anne, Sofiane Amokrane : Sofiane, Hassan Koubba : Hassan
- Résumé : Rayann conduit Ninon à l'école en emmenant également Nadine. En chemin, ils sont pris pour cible par un tireur embusqué. Tout porte à croire qu'il s'agit d'un tireur sportif. Un club de tir se trouve à quelques mètres de là. À la suite de son comportement suspect, le patron du club, un certain Lombard, est emmené. Par ailleurs, une femme africaine vient porter plainte pour agression contre son mari, lequel se retrouve à l'hôpital. Le blessé, Idriss Sangaré, déclare être tombé dans les escaliers après avoir consulté le docteur Forni, un ethnopsychiatre. Il s'avère que Sangaré harcelait Forni. Agathe, de son côté, semble être sur une piste dans l'affaire Contini : Éliane Contini aurait enfermé Vincent avant de mourir.

## Épisode 7:Francs tireurs
- Numéro : 104 (10.07)
- Scénaristes : Corinne Elizondo et Murielle Magellan
- Réalisation : Gérard Vergez
- Première diffusion : 
  -  France : 7 avril 2006 sur France 2
- Invités : Cristina Marocco : Marina, Albert Goldberg : Franck, Laurent Labasse : Monsieur Kehler, Sara Martins : Docteur Estelle Morin, Sissi Duparc : Madame Jantot, Pierre Derenne : Hugo, Julie Duclos : Nathnaelle, Camille Bonvicini : le gamin, Gabrielle Ostier : la jeune fille enceinte, Isabelle Caubère : la commerçante, José Ribera : José, Luc Fouliard : Luc, Anne Barrandon : Anne, Marie-Amélie Aubert : Marie-Amélie, Sofiane Amokrane : Sofiane, Hassan Koubba : Hassan
- Résumé :  Le commandant Maxime Lukas prend son poste à la P.J. Saint-Martin, précédé par une réputation de héros, à la suite d'un braquage où il s'est porté volontaire pour remplacer un otage. À peine arrivé, il reçoit Marina, une jeune femme dont le mari a disparu. Il était parti à la poursuite des cambrioleurs de leur appartement. Meurteaux rencontre Hugo, un jeune homme de 17 ans qui désirerait porter plainte contre un tapissier, le père de sa petite amie Célia âgée de 15 ans, qui attend un bébé de lui, mais que son père séquestrerait. De fait, Célia ne fréquente plus l'école depuis 4 mois. Rayann et Agathe enquêtent.

## Épisode 8:Vincent
- Numéro : 105 (10.08)
- Scénaristes : Robin Barataud et Jean Reynard
- Réalisation : Gérard Vergez
- Première diffusion : 
  -  France : 14 avril 2006 sur France 2
- Invités : Maurice Bénichou : Lansac, Donatienne Dupont : Cora, François-Xavier Noah : Martinez, José Ribera : José, Luc Fouliard : Luc, Anne Barrandon : Anne, Marie-Amélie Aubert : Marie-Amélie, Sofiane Amokrane : Sofiane, Hassan Koubba : Hassan
- Résumé : Rayann et Lukas surprennent le long du canal Saint-Martin un certain Martinez, vieille connaissance de la P.J., en train de ranger un paquet d'ecstasy dans le coffre de sa voiture. Interpellé, Martinez désireux d'éviter le pire déclare qu'il connaît l'homme qui aurait vu Vincent Fournier en dernier lieu. Il s'agit d'un nommé Lansac, alias Balder. Meurteaux organise aussitôt une perquisition sans commission rogatoire chez ce dernier. Un interrogatoire hors procédure débute alors.

## Épisode 9:À titre posthume
- Numéro : 106 (10.09)
- Réalisation : Christian François
- Première diffusion : 
  -  France : 21 avril 2006 sur France 2
- Invités : Lisa Martino : Marie Lopez, Thierry Desroses : Alain Porret, Guillaume Cramoisan : Franck Lamougies, Gérald Baud : le Préfet, Marc Voisin : Julien Martel, Jean-Pascal Abribat : Stéphane Rougerie, Gretel Delattre : Valérie Morin, Yaël Elhadad : Karina Brunet, Bing Yin : Monsieur Hu, Xing Xing Cheng : Madame Hu, Li-Ting Huang : Lu Hu, Xiaoxing Cheng : Bertheuil, Anne Barrandon : Anne, Marie-Amélie Aubert : Marie-Amélie, Sofiane Amokrane : Sofiane
- Résumé :  C'est le jour des funérailles de Vincent et aussi celui de l'accouchement d'Agathe mère de son fils. Une Chinoise, Madame Hu, vient signaler la disparition de sa fille Lu, qui devait arriver de Pékin la veille. Lukas l'interroge ; elle finit par avouer qu'elle a payé les services d'un passeur. Les enquêteurs se lancent alors sur la piste d'un trafic de main-d'œuvre clandestine mené par la mafia chinoise, les triades. Pendant ce temps, Carine Brunet, une jeune directrice dans l'agro-alimentaire, se dit victime de harcèlement. Sa voiture a été vandalisée. Elle est en outre sur le point de se marier. Dans son entreprise, son travail l'a amenée à virer près de 100 personnes de leur poste, se faisant ainsi beaucoup d'ennemis. Rayann pense que c'est soit l'œuvre d'un collègue jaloux de la réussite de la jeune femme, soit d'une éventuelle rivale. L'enquête s'oriente vers l'entourage du futur époux.

## Épisode 10:Retrouvailles
- Numéro : 107 (10.10)
- Scénariste : Jeffrey Frohner
- Réalisation : Christian François
- Première diffusion : 
  -  France : 28 avril 2006 sur France 2
- Invités : Gérard Desarthe : Jean-Marie Fiero, Laurence Mayor : Jeanne Meziaires, Fred Ulysse : Pierre Meziaires, Sara Martins : Dr Estelle Morin, Sophie Cattani : Trina, Valérie Stroh : Sophie Doulay
- Résumé :  Une adolescente de 14 ans est arrêtée alors qu'elle tentait d'entrer dans un appartement. Elle soutient qu'il s'agit de celui de ses parents. Elle dit s'appeler Antoinette Doulay. Or, une fillette de ce nom a disparu neuf ans plus tôt. L'adolescente est très réticente face aux questions des enquêteurs et finit par déclarer ne pas vouloir causer d'ennuis aux « autres » qu'elle aime aussi... D'autre part, un jeune homme porte plainte contre un homme qui l'a frappé avec une matraque avant de lui voler son argent. Bernard reconnaît le plaignant comme étant Quentin Dietrich, un dealer d'héroïne bien connu de la police. Quentin a reconnu son agresseur : c'est Danny, le compagnon d'une de ses anciennes clientes, Trina. La police apprend bientôt qu'un autre dealer a été agressé le même jour par le même homme, mais n'a pas porté plainte.

## Épisode 11:Barbare
- Numéro : 108 (10.11)
- Scénariste : Jean-Luc Nivaggioni
- Réalisation : Gérard Vergez
- Première diffusion : 
  -  France : 5 mai 2006 sur France 2
- Invités : Sara Martins : Dr Estelle Morin, Yves Michel : Schultz
- Résumé :  Un jeune sportif noir, Patrick Louboutin, est retrouvé brûlé au troisième degré dans les douches d'un stade. Rayann et Agathe pensent, soit qu'il a été victime de la jalousie de ses coéquipiers, soit qu'il s'agit d'un acte raciste. Ils interrogent tous ses coéquipiers. D'autre part, une jeune femme vient signaler la disparition de son ami, Grégoire Hermann. Ce dernier ne donne plus signe de vie depuis la veille quand, à la suite d'une soirée bien arrosée, il a fait appel aux services d'une agence de chauffeurs pour rentrer chez lui. Son appartement a été fouillé. Chloé fait cette fois équipe avec Lukas, et ce dernier lui plaît visiblement beaucoup. Il s'avère que le disparu était plein aux as mais horriblement radin.

## Épisode 12:Noël
- Numéro : 109 (10.12)
- Scénaristes : Fabienne Facco et Armelle Robert
- Réalisation : Gérard Vergez
- Première diffusion : 
  -  France : 12 mai 2006 sur France 2
- Invités : Dimitri Rougeul : le commis, François Toumarkine : le Père Noël
- Résumé : Alors que Noël approche, une femme insultant bruyamment les hommes de la PJ depuis la cour du commissariat est arrêtée pour outrage aux forces de l'ordre. Pendant ce temps, Chloé et Lukas enquêtent sur la disparition d'un retraité. Monsieur Mermoz, 72 ans, a disparu et ses amis s'inquiètent. Son fils, chômeur et cohabitant, a déclaré à Chloé que le disparu se trouvait chez sa sœur à Angers. Or, cette sœur est morte depuis 2 ans. Une perquisition est organisée. Par ailleurs, Nadine et Rayann essayent de disperser un groupe de manifestants fort nerveux qui s'en prennent à un boucher vendant du foie gras, dénonçant les pratiques cruelles envers les volatiles. Enfin, à la suite d'une occupation d'église, le commissaire Meurteaux essaie d'éviter les heurts entre catholiques intégristes et conciliaires.